# Odontosyllis corruscans
Odontosyllis corruscans är en ringmaskart som först beskrevs av William Aitcheson Haswell 1886.  Odontosyllis corruscans ingår i släktet Odontosyllis och familjen Syllidae.
Artens utbredningsområde är havet kring Nya Zeeland. Inga underarter finns listade i Catalogue of Life.